# 金振浩
金振浩（韓語：김진호，1986年5月21日—），韓國男歌手，三人男子抒情組合SG Wannabe成員，原為M TO M成員之一。2004年1月19日，以SG Wannabe首張專輯《Sg Wannabe Be+》正式出道。2015年1月19日，所屬團體SG Wannabe全員與經紀公司CJ E&M簽訂專屬合約。他在2013年2月14日發行第一張個人專輯“ Today ”；並於2013年3月27日至28日進行了首次個人演唱會。

## 音樂作品

### 正規專輯
- 第1輯－2013年2月14日：Today〈오늘 - 당신의 외로움과 함께이고 싶습니다〉
- 第2輯－2014年9月17日：People〈사람들〉
- 第3輯－2019年10月4日：Song Spring〈노래샘〉

### 迷你專輯
- 第1輯－2013年7月18日：<한강愛(애)>
- 第2輯－2017年2月16日：<졸업사진>[2]
- 第3輯－2019年5月16日：<엄마의 프로필 사진은 왜 꽃밭일까>

### 其他歌曲
| 發佈日期      | 專輯名稱                                                  | 歌曲名稱                    | 備註      |
| 2011年3月25日 | 미지《Unbelievable》                                      | <Unbelievable> <몽금포타령> | Featuring |
| 2013年11月9日 | Hitman Project #7 : A Tribute To The Hitman, David Foster | The Best Of Me              | 單曲      |

### OST
| 發佈日期      | 專輯名稱             | 歌曲名稱   | 備註 |
| 2006年8月27日 | MBC《伊甸園之東》OST | 告白<고백> |      |

### 節目音源
| 發佈日期       | 專輯名稱                                                                          | 歌曲名稱                        | 備註 |
| 2013年10月12日 | 不朽的名曲：傳說在歌唱-追憶戀歌 PART7 <불후의 명곡-전설을 노래하다>-추모연가 7편  | 活著<살다가>                    |      |
| 2013年10月12日 | 不朽的名曲：傳說在歌唱-家族篇 <불후의 명곡-전설을 노래하다>-가족 특집             | 全家福<가족사진>                |      |
| 2014年11月15日 | 不朽的名曲：傳說在歌唱- 十一月星光迷離 <불후의 명곡-전설을 노래하다>-11월에 진 별 | 我的愛在我身邊<내 사랑 내 곁에> |      |

## 詞曲作品

### 韓國音樂著作權協會
韓國音樂著作權協會
| 姓名   | 登記名字                   | 編號                            | 登記著作    |
| 金振浩 | 김진호(金振浩)/ KIM JIN HO | W0570700 （页面存档备份，存于） | [ 3 ] [ 4 ] |

## 影視作品

### 綜藝節目
| 年份 | 電視台 | 節目名稱                | 集數 |
| ---- | ------ | ----------------------- | ---- |
| 2021 | tvN    | 劉QUIZ ON THE BLOCK     | E90  |
| 2023 | KBS2   | 不朽的名曲：傳說在歌唱2 | E598 |

## 外部連結
- 金振浩的Instagram帳戶
- 金振浩facebook （页面存档备份，存于）
- 金振浩的Youtube （页面存档备份，存于）